# Type 80
O carro de combate Type 80, embora se mantendo bastante firme nas características dos antigos modelos Type 59 e Type 69, inclui um número de modificações em sua eletrônica e blindagem que permite o considerar como um novo carro de combate, da mesma forma que o T-72 soviético era um novo carro de combate quando em comparado com o T-55.

## Descrição
A mais importante alteração está no casco do veículo e na suspensão diferentes dos modelos mais antigos a serviço da China e que permite facilmente os distinguir.
O Type-80, tem um novo chassis e suspensão, no entanto compartilha a mesma torre do Type 69, e o mesmo canhão de 105mm (copiado do inglês L-7).
O Type-80 tem um sistema de controle de tiro computadorizado, incluindo um telêmetro a laser. Nas versões para exportação, este último recurso pode ou não ser instalado, e há ainda a possibilidade de optar por vários tipos de telêmetro a Laser.

## Utilizadores
- China
- Designação Local: Type-80
- Quantidade Máx: 800 - Quantidade em serviço: 800
- Situação operacional: Em serviço

Continua em serviço grande parte dos Type-80, que substituem gradualmente os tanque mais antigos fabricados na China derivados principalmente do T-55. como os tanques Type 69 que e uma derivação do Type 59.

## Variações
- Type 85
- Type 85II
- Type 85IIA
- Type 85IIM
- Type 85IIAP
- Type 85III